# Апостольский нунций в Буркина-Фасо
Апостольский нунций в Буркина-Фасо — дипломатический представитель Святого Престола в Буркина-Фасо. Данный дипломатический пост занимает церковно-дипломатический представитель Ватикана в ранге посла. Апостольская нунциатура в Буркина-Фасо была учреждена на постоянной основе в 1973 году.
В настоящее время Апостольским нунцием в Буркина-Фасо является архиепископ Эрик Совигуиди, назначенный Папой Львом XIV 15 августа 2025 года.

## История
Апостольская нунциатура в Верхней Вольте была учреждена в 1973 году, папой римским Павла VI, а в 1984 году приняла название Апостольская нунциатура в Буркина-Фасо. Резиденцией апостольского нунция в Буркина-Фасо является Уагадугу — столица Буркина-Фасо. Апостольский нунций в Буркина-Фасо, по совместительству, исполняет функции апостольского нунция в Нигере. До 2007 года апостольский нунций в Буркина-Фасо был также апостольским нунцием в Кот-д’Ивуаре.

## Апостольские нунции в Буркина-Фасо

### Апостольские про-нунции
- Джованни Мариани, титулярный архиепископ Миссуа — (17 октября 1973 — 11 января 1975 — назначен апостольским нунцием в Венесуэле);
- Луиджи Барбарито, титулярный архиепископ Фьорентино — (5 апреля 1975 — 10 июня 1978 — назначен апостольским про-нунцием в Австралии);
- Луиджи Доссена, титулярный архиепископ Карпи — (24 октября 1978 — 25 августа 1979, в отставке);
- Хусто Мульор Гарсия, титулярный архиепископ Эмериты-Августы — (25 августа 1979 — 3 мая 1985 — назначен Постоянным наблюдателем Святого Престола при отделении ООН и специализированных учреждений ООН в Женеве);
- Антонио Маттьяццо, титулярный архиепископ Вируно — (16 ноября 1985 — 5 июля 1989 — назначен епископом Падуи, с личным титулом архиепископа);
- Януш Болонек, титулярный архиепископ Мадауро — (18 ноября 1989 — 23 января 1995 — назначен апостольским нунцием в Румынии).

### Апостольские нунции
- Луиджи Вентура, титулярный архиепископ Эквилио — (25 марта 1995 — 25 марта 1999 — назначен апостольским нунцием в Чили);
- Марио Дзенари, титулярный архиепископ Дзульо — (24 июля 1999 — 10 мая 2004 — назначен апостольским нунцием в Шри-Ланке);
- Марио Роберто Кассари, титулярный архиепископ Тронто — (31 июля 2004 — 12 июня 2007 — назначен апостольским нунцием в Хорватии);
- Вито Ралло, титулярный архиепископ Альбы — (12 июня 2007 — 15 января 2015, в отставке);
- Пьерджорджо Бертольди, титулярный архиепископ Спелло — (24 апреля 2015 — 19 марта 2019 — назначен апостольским нунцием в Мозамбике);
- Майкл Фрэнсис Кротти, титулярный архиепископ Линдисфарны — (1 февраля 2020 — 16 июля 2024 — назначен апостольским нунцием в Нигерии);
- Джанкарло Делладжованна, титулярный архиепископ Систронианы — (15 марта 2025 — ?);
- Эрик Совигуиди, титулярный архиепископ Черенцы — (15 августа 2025 — по настоящее время).